# 委內瑞拉中央銀行

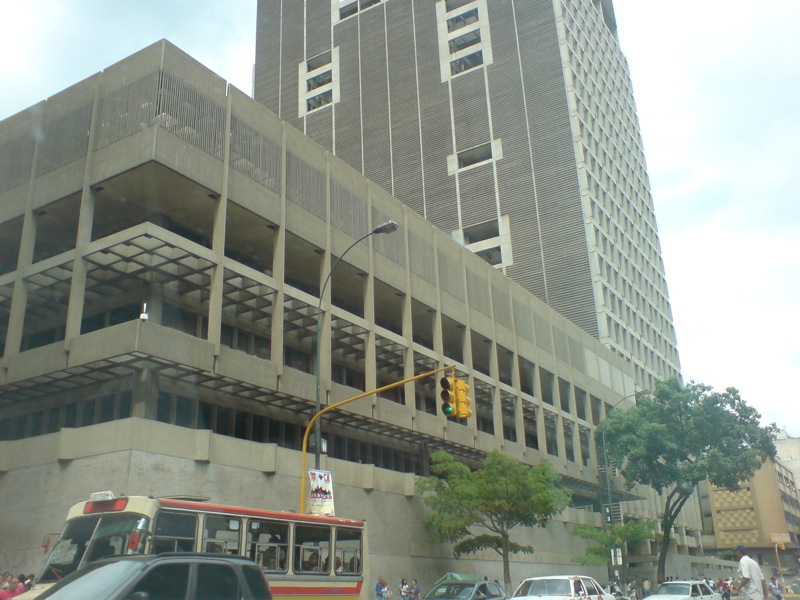
委內瑞拉中央銀行大樓

委內瑞拉中央銀行（西班牙語：Banco Central de Venezuela，BCV）是委內瑞拉的中央銀行，成立於1939年；是負責確保該國貨幣和價格穩定，也是委內瑞拉唯一有權發行法定貨幣－委內瑞拉玻利瓦爾的機構。